# ویهلدی
ویهلدی (به لاتین: Výhledy) یک منطقهٔ مسکونی در جمهوری چک است که در هازلوو واقع شده‌است. ویهلدی ۳۷ نفر جمعیت دارد.